# Xã Avery, Quận Hancock, Iowa
Xã Avery (tiếng Anh: Avery Township) là một xã thuộc quận Hancock, tiểu bang Iowa, Hoa Kỳ. Năm 2010, dân số của xã này là 312 người.